# プラガティ急行
プラガティ急行（英語: Pragati Express）は、インドの急行列車の1つ。ムンバイとプネーをパンベル経由で結ぶ。

## 概要
古くから旅客需要が高いムンバイとプネーの両都市間を結ぶ急行列車の1つとして、1991年12月27日から営業運転を開始した列車。チャトラパティ・シヴァージー・ターミナス駅とプネー・ジャンクション駅の間を1日1往復運行する。両駅を結ぶ他の急行列車がカルヤン方面の路線を走行するのに対し、プラガティ急行は2012年7月以降パンベル（パンベル駅）方面を経由している。
車両については長らくICF客車が用いられ、2018年からはインド鉄道の急行列車で初めて更新車両（ウトクリシュト、Utkrisht）の導入も実施された。その後、新型コロナウイルス感染症の影響による2020年3月からの運行休止を経て2022年7月に営業運転を再開してからは、展望車「ビスタドーム」を含めたLHB客車による以下の15両編成が用いられており、将来的に20両編成へ編成両数を増強する計画も存在する。
- ビスタドーム（Vistadome）：1両
- 冷房座席車（AC Chair Car）：1両
- 非冷房座席車（Second Class Chair Car）：11両
  - 内訳は指定席車両：5両、自由席車両：4両、シーズンチケット用車両：1両、女性専用車両：1両
- 非冷房座席緩急車（General Second Class cum Guard's Brake Van）：1両

## ギャラリー

### ICF客車時代

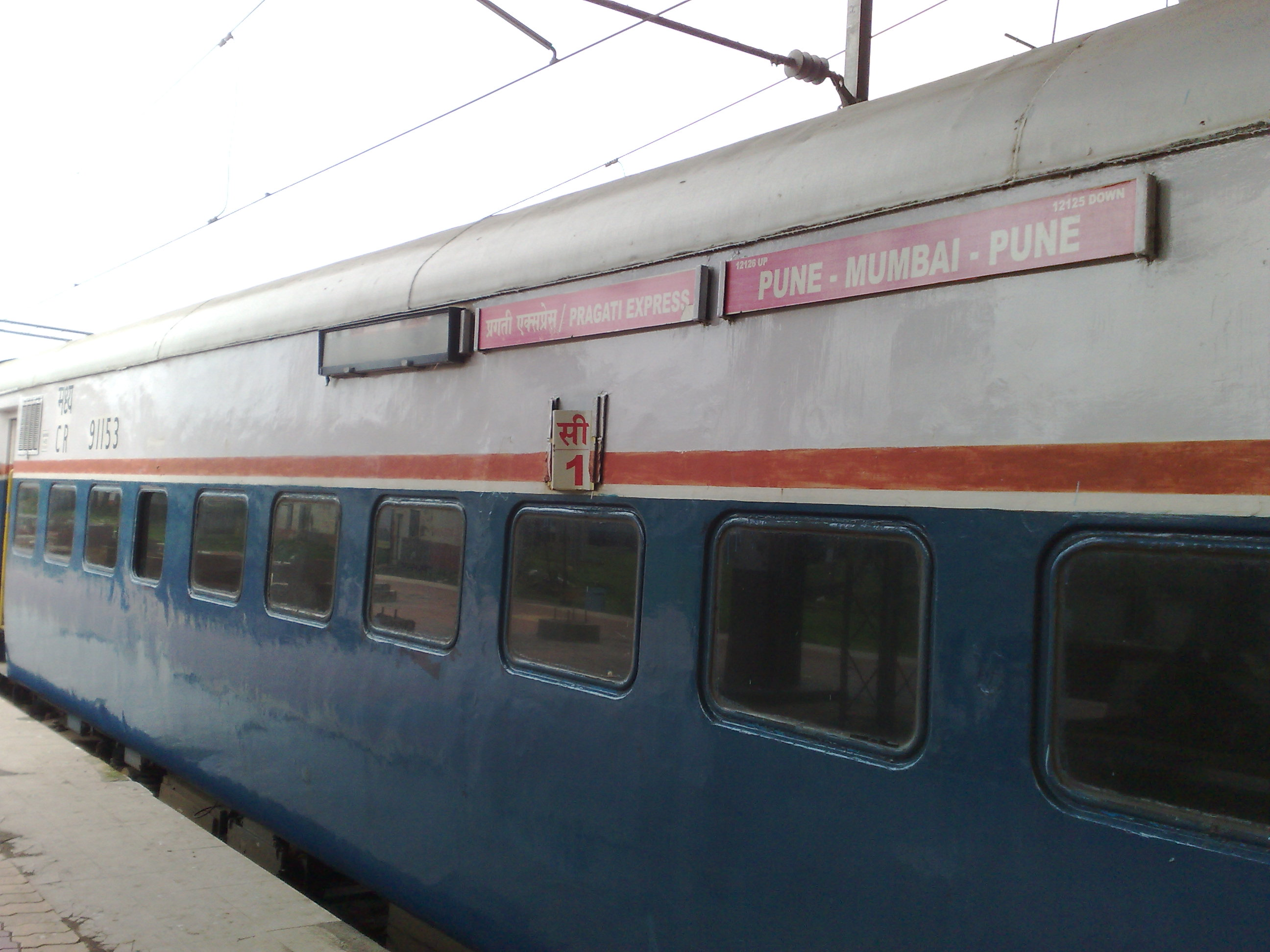
ICF客車（2013年撮影）
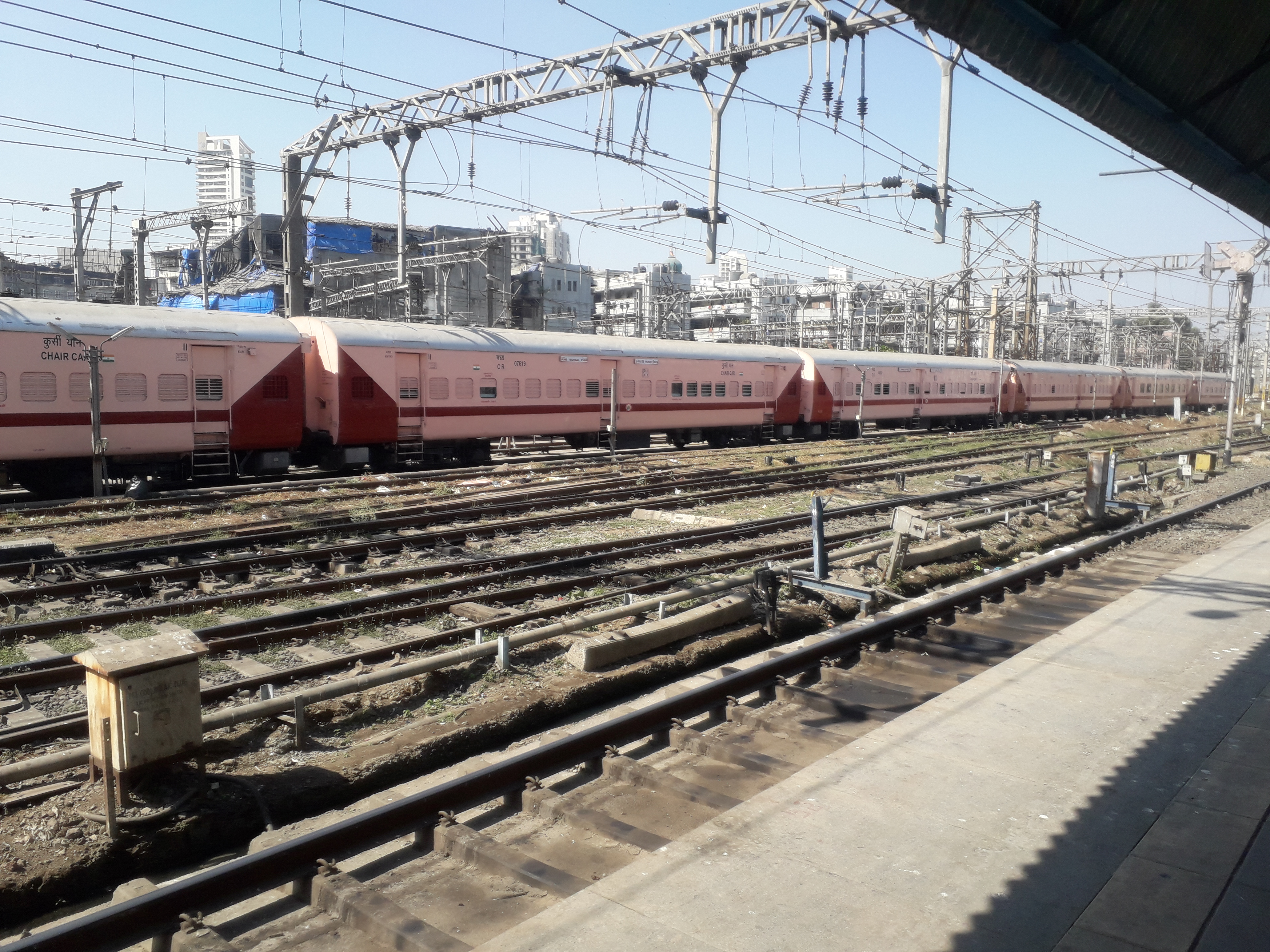
更新車両（2019年撮影）
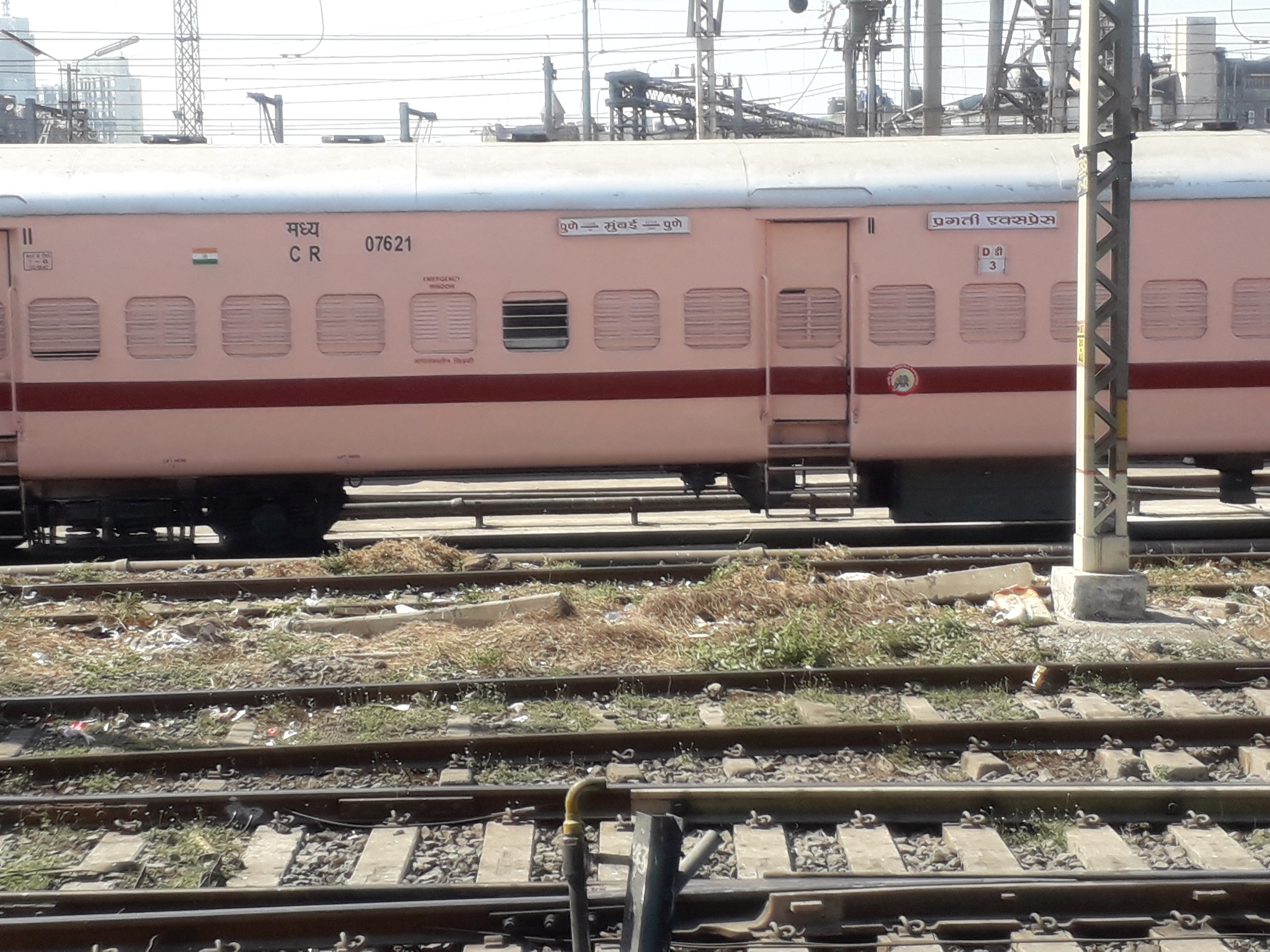
更新車両（非冷房2等車）（2019年撮影）